# Traditional Techniques
Traditional Techniques è un album in studio del musicista statunitense Stephen Malkmus, pubblicato nel 2020.

## Tracce
Testi e musiche di Stephen Malkmus.
1. ACC Kirtan – 6:19
2. Xian Man – 4:07
3. The Greatest Own In Legal History – 3:48
4. Cash Up – 4:07
5. Shadowbanned – 3:23
6. What Kind Of Person – 3:28
7. Flowin' Robes – 2:52
8. Brainwashed – 4:59
9. Signal Western – 3:46
10. Amberjack – 4:16